# Bitwa pod Cartagena de Indias
Bitwa pod Cartagena de Indias lub Zdobycie Cartagena de Inidas – bitwa stoczona w dniach 9-11 lutego 1586 r. jako jeden z pierwszych przejawów wojny angielsko-hiszpańskiej (1587–1604), zakończona zdobyciem miasta przez Anglików, którzy okupowali miasto przez kolejne dwa miesiące, zanim opuścili je z łupem 12 kwietnia.

## Podłoże
Wojna została nieoficjalnie wypowiedziana przez króla Hiszpanii, Filipa II Habsburga w 1585 r., po podpisaniu przez Elżbietę I traktatu w Nansuch, oferującego Holendrom wsparcie militarne w walce o niepodległość z Hiszpanią. Królowa rozkazała Francisowi Drake’owi wyruszenie w wyprawę militarną na Karaiby. W Nowy Rok 1586 r. Anglicy zdobyli Santo Domingo. Po miesiącu okupacji odpłynęli z miasta z łupem w wysokości 25 000 dukatów, po czym udali się do kolejnego miasta – Cartagena de Indias.
Zarządca miasta, Pedro de Bustos, został ostrzeżony o zbliżającej się do miasta flocie złożonej z kilkudziesięciu statków. Zdecydował, iż wszystkie kosztowności zgromadzone w mieście zostaną wywiezione w głąb wyspy, a cywile opuszczą jego mury. Ponadto, zarządca wysłał wiadomości o pomoc do najbliższych osad. W kolejnych dniach przeprowadzono działania mające na celu poprawę systemu obrony miasta. Było ono dobrze chronione od strony morza. Pomiędzy jego murami a pozostałą częścią wyspy wykopano fosę. De Bustos miał do dyspozycji dwie galery z ok. 300 ludźmi załogi. Dowodzili nimi: kapitan Juan de Castaneda na okręcie Santiago oraz kapitan Martin Gonzales na Ocasion. Na lądzie stał natomiast kamienny fort – El Boqueron – z ośmioma działami i 200 żołnierzami pod wodzą kapitana Pedro Mexia Mirabel. Główne siły obronne miasta składały się z 570 żołnierzy i ochotników, wspomaganych przez 54 lansjerów, dowodzonych przez kapitana Francisco de Carvajal oraz 300 Indian, wyposażonych w łuki i zatrute strzały.

## Bitwa
Fancis Drake pojawił się w Cartagenie 9 lutego 1586 r. Kanał Boca Grande, główny szlak prowadzący do portu był niestrzeżony, więc statki jeden za drugim przepłynęły przez niego. Statki angielskie rzuciły kotwice na północy zewnętrznego portu, po przepłynięciu poza zasięgiem dział nieprzyjaciela. Drake wysłał wieczorem Martina Frobishera w celu sprawdzenia możliwości baterii artyleryjskich miasta za pomocą niewielkich łodzi i czółen. Szybko wpłynęły one jednak na łańcuch związanych beczek, tworzący sztuczną zaporę przed wejściem do portu centralnego. Drake uznał, iż najlepszą drogą na dostanie się do miasta jest atak od strony półwyspu La Caleta, u którego bazy osadzone było miasto.
Krótko przed północą 9 lutego Anglicy wsiedli do łodzi i przepłynęli na południowe wybrzeże półwyspu, gdzie kolejnego dnia strażnicy zostali zaskoczeni i zabici. Ok. 1000 członków angielskiej załogi. Udało im się także uniknąć zatrutych prętów, którymi Hiszpanie umocnili wybrzeże. Następnie siły angielskie zaczęły powoli posuwać się przez kolejne linie obrony, podczas gdy Drake przygotowywał atak ze strony morza. Kiedy atakujący zbliżyli się do głównej linii obrony, cztery baterie artylerii zaczęły ostrzeliwać aprosze. Na pozycje obronne wypłynęły też galery. Co najmniej 300 żołnierzy i 200 Indian ustawiło się na linii obrony, a galery rozpoczęły ostrzał atakujących. Po krótkiej walce Anglicy wdarli się do miasta. Bitwa trwała do 11 lutego i zakończyła się klęską obrońców. Anglicy okupowali miasto przez kolejne dwa miesiące, do 12 kwietnia.